# Gnathia arabica
Gnathia arabica är en kräftdjursart som beskrevs av Marilyn Schotte 1995. Gnathia arabica ingår i släktet Gnathia och familjen Gnathiidae. Inga underarter finns listade i Catalogue of Life.